# Colla Jove de Castellers de Sitges

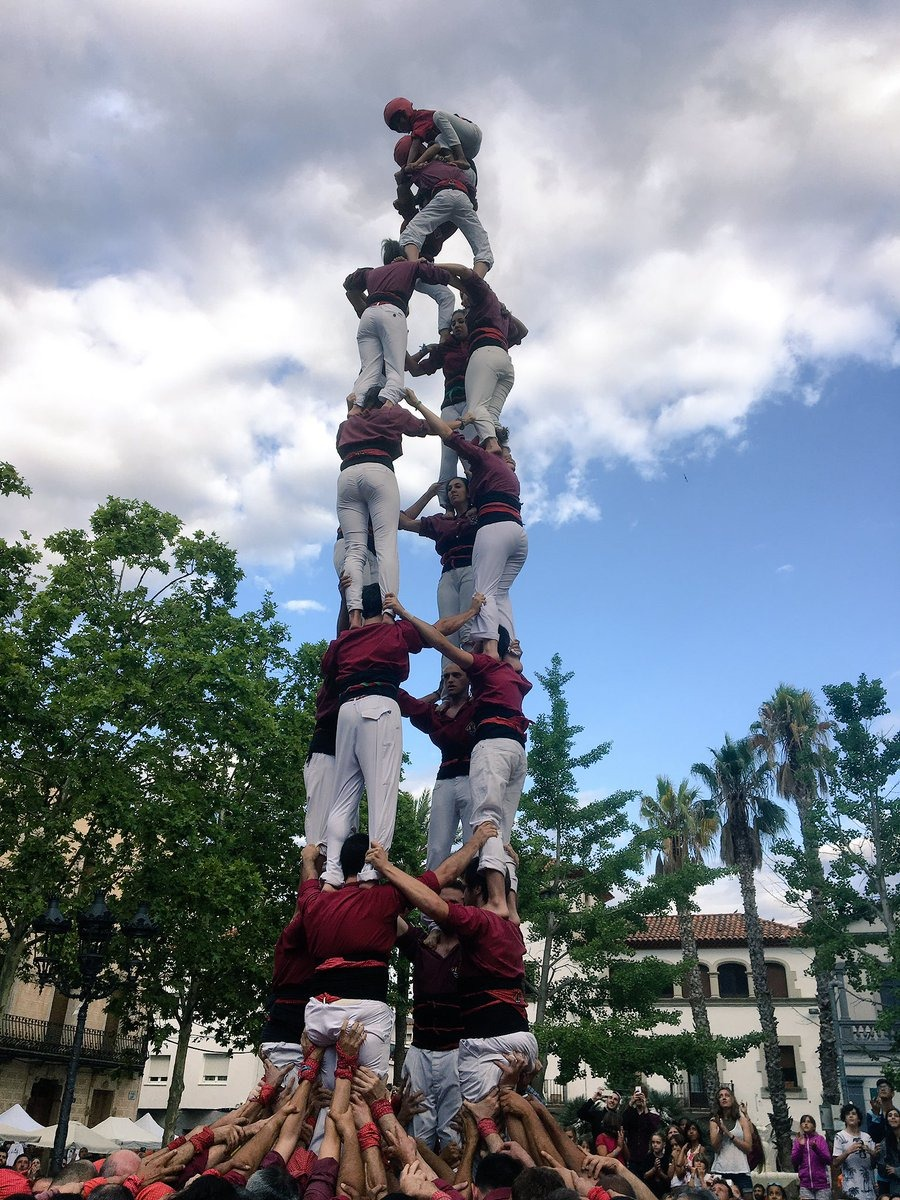
4de8 de la Colla Jove de Castellers de Sitges a Sant Pere de Ribes, primer descarregat per la colla fora de Sitges

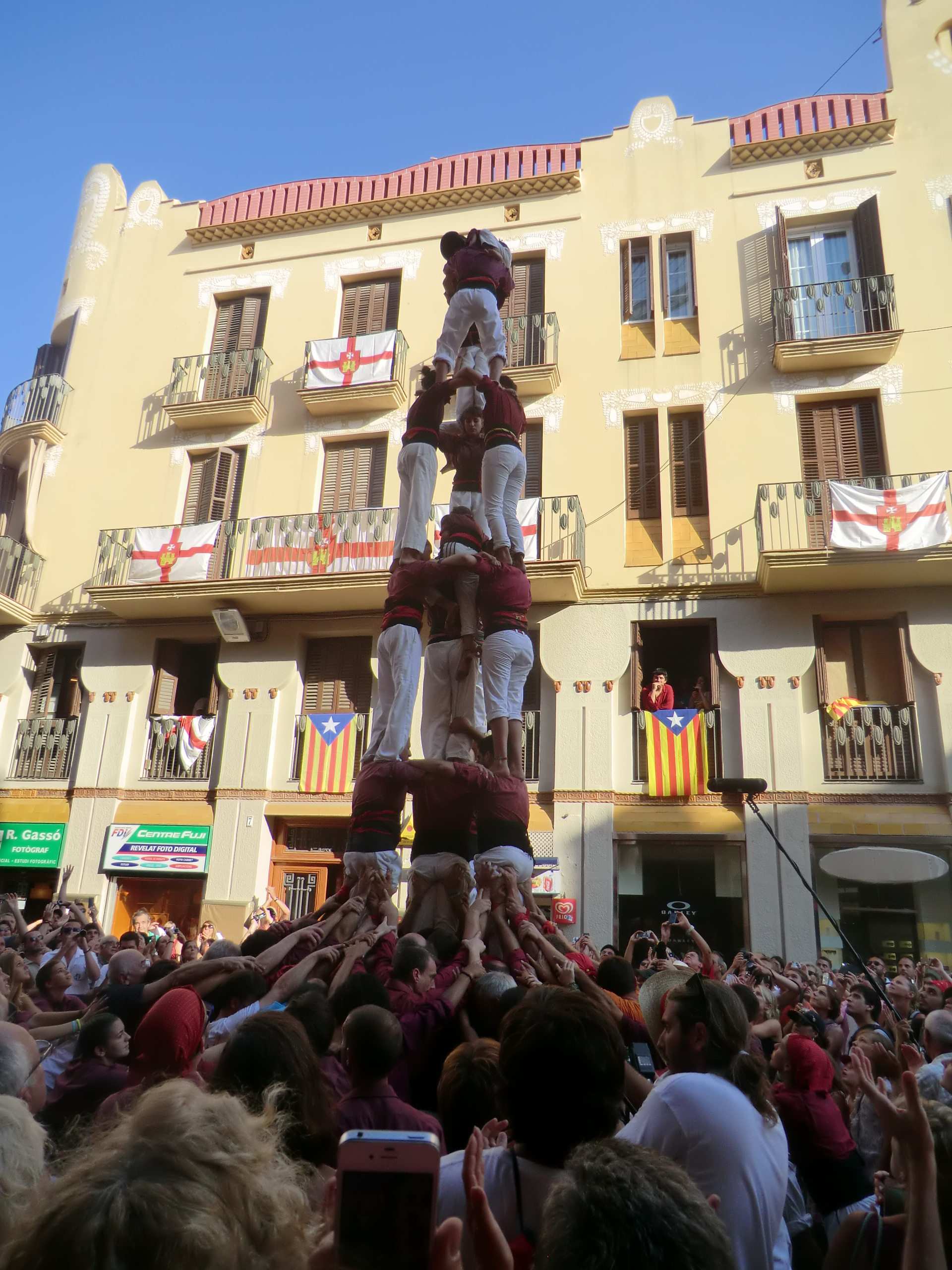
Tres de set amb l'agulla per la Festa Major del 2013

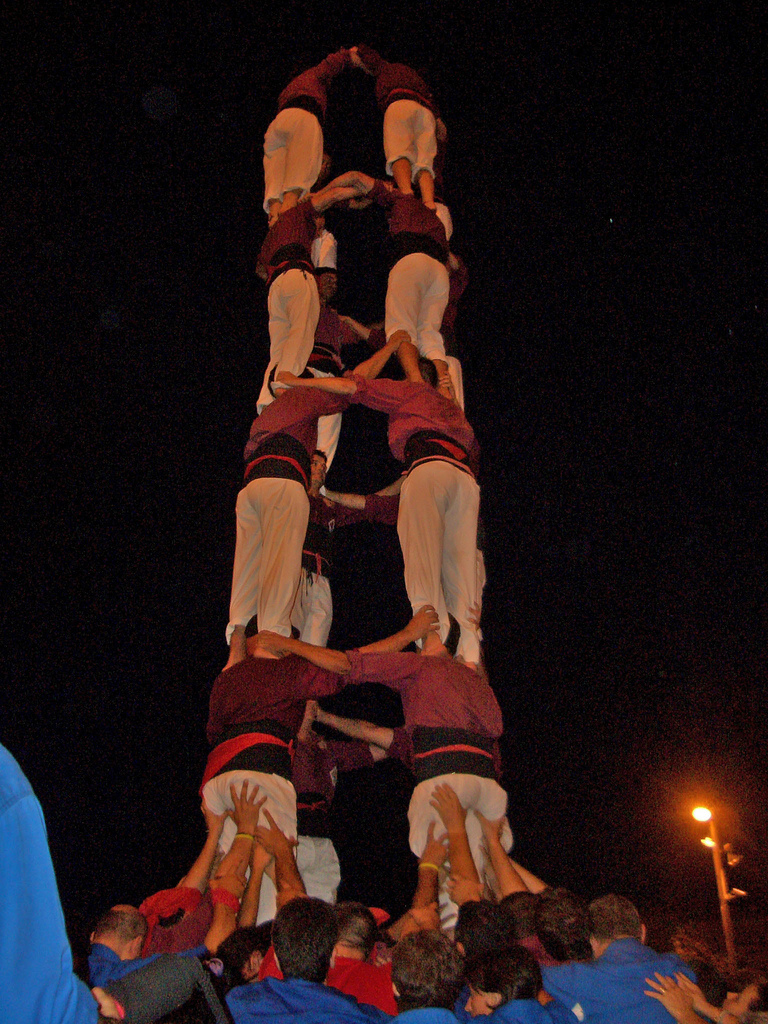
Prova de 4 de 8

La Colla Jove de Castellers de Sitges és una colla castellera de Sitges, al Garraf, fundada el 1993. Porten la camisa de color vi. Les diades més importants per a la Colla se celebren el cap de setmana anterior o posterior de la Festivitat de Sant Jordi 23 d'abril, de la Festa Major de Sant Bartomeu (24 d'agost) i la Festa Major de Santa Tecla (23 de setembre), al Cap de la Vila. Així mateix, tanca la seva temporada castellera amb la Diada Castellera de la Colla a finals d'octubre.

## Història
El 22 d'agost de 1993 la Colla Jove de Castellers de Sitges aixecava els seus primers castells de sis a Sitges, en un acte privat davant del seu local social, el Palau del Rei Moro. La colla reprenia l'afició castellera a Sitges després de la desaparició dels Castellers de Sitges el 1987. L'endemà, la colla es presenta oficialment, descarregant el quatre de sis. El 23 de setembre, per Santa Tecla, es carrega la torre de sis. I el 7 de novembre en la primera Diada de la Colla, es descarrega la torre de sis i es carrega el primer castell de set de la colla: el quatre de set.
L'onze de setembre de 1994 es descarrega el primer castell de set a Llinars del Vallès i dies més tard arriba el primer pilar de cinc. A partir d'aquell moment la Jove de Sitges té una projecció imparable. L'any 1995 esdevindrà una de les colles revelació de l'any gràcies a l'èxit de la Diada Especial del 13 de juliol on la Jove de Sitges descarregar el cinc i el quatre de set amb l'agulla, tots dos al primer intent. I el 29 d'octubre arriba la cirereta a la temporada carregant per primera vegada la torre de set. L'any 1996 es prendrà la decisió d'intentar el quatre de vuit, el carro gros. La consolidació de les estructures de set i mig donen peu a la Jove per intentar-ho però en les tres ocasions en què la Jove enlaira aquesta estructura el castell cau amb l'acotxador col·locat. Tot i això la Jove seguirà superant sostres descarregant el tres de set aixecat per sota el 1997, castell que en el moment de passar l'enxaneta encara no s'havia acabat d'aixecar, raó per la qual, els únics que donem per descarregat el castell som nosaltres.
Des d'aquell moment fins a l'actualitat la Colla Jove de Castellers de Sitges és una colla que ha consolidat els castells de set i mig com el quatre de set amb l'agulla i el cinc de set a més del tres i el quatre de set, realitzant-los any rere any. El seu sostre ha estat la torre de set, un castell que ha carregat en tres ocasions els anys 1995, 1998 i 2003, fins a la data del 24 de setembre de 2006, en què ha aconseguit descarregar el seu primer quatre de vuit de la història.
L'any 2006, la Jove va aconseguir els majors èxits de la seva història, al descarregar en dues ocasions el quatre de vuit (el 24 de setembre, amb motiu de Santa Tecla i el 29 d'octubre, a la Diada de la Colla). Aquest gran èxit va ser un punt d'inflexió en la trajectòria de la colla. La Jove ha situat Sitges com la localitat més petita en tenir una colla de 8, sens dubte una gran fita reconeguda pel món casteller, que també ha contribuït a situar aquesta plaça com una de les més importants de l'univers casteller.
A la Festa Major del 2007, la Jove de Sitges va revalidar la seva condició de colla de 8, en carregar el quatre de vuit, el tercer de la seva història.
El 19 d'octubre de 2008 a Sants, en la diada de la colla dels Castellers de Sants, els de color vi van afegir un nou castell al seu sarró, en descarregar per primera vegada el 3 de 7 amb l'agulla.
El 24 d'octubre de 2009, en el marc de la XVII Diada de la Colla, es va aconseguir la millor actuació de la història, tot descarregant el 4 de 8, el 5 de 7 i carregant la torre de 7. Aquest era el tercer 4 de 8 descarregat per la colla i la 4a torre carregada, un castell encara no descarregat per la colla.
L'any 2011 la colla va ser protagonista de la foto d'un 4 de 7 realitzat a la platja de Sitges, que anunciava el primer número de la versió en català de La Vanguardia. Aquesta mateixa temporada, la Jove de Sitges, va tornar a descarregar el 3 de 7 aixecat per sota, 13 anys després de l'últim carregat i 14 del darrer descarregat, per la diada de Sant Bartomeu, on també va fer un intent desmuntat del 7 de 7. Per Santa Tecla va aconseguir descarregar el seu primer 7 de 7, acompanyat del segon 3 de 7 aixecat per sota de l'any i del 5 de 7 i en la diada de la colla va tornar a descarregar un nou 4 de 8, acompanyat per un nou 7 de 7 i 3 de 7 aixecat per sota.
El 29 de setembre de 2012 la colla va aconseguir descarregar per primera vegada la torre de set en el seu historial, després de 4 de carregades. L'actuació va estar acompanyada pel 5de7 i el 3de7 aixecat per sota. Aquest èxit, sumat al del Concurs de Tarragona la setmana següent (torre de 7, 3de7 aixecat per sota i 7de7), van contribuir a dibuixar la millor temporada de la història de la colla (que en aquells moments era, precisament, la del 2011), en la qual aconseguiria sumar cinc 3de7 per sota, un 4de8 carregat i el nombre més alt d'estructures de 7 i mig assolides mai.
L'any 2013 i 2014 la Jove té per primer cop dos caps de colla que treballen amb l'objectiu principal d'ampliar la base de castellers de tronc, amb la idea de recollir els fruits de la feina feta l'any següent. L'any 2013, socialment la colla celebra el XX aniversari amb diversos actes entre els quals destaca l'organització de la catifa del Cap de la Vila per la Festa del Corpus.
L'any 2015 es produeix un relleu generacional i un nou equip tècnic encapçalat per Marc Yll es posa al capdavant de la colla. Es treballa amb ganes des de bon començament i malgrat no assolir cap castell superior al 5 de 7, la Jove de Sitges fa una temporada molt regular generant nous castellers de tronc i arribant a assolir per primer cop 50 castells de set en una sola temporada.
L'any 2016 els de la camisa de color vi han arrencat amb força, amb el mateix equip tècnic de l'any anterior. En una temporada on la Jove de Sitges celebra el desè aniversari de la consecució del seu primer 4 de 8, el repte principal és assolir de nou els galons de vuit pisos.

## Castells assolits
La taula següent mostra la data (any/mes/dia), diada i plaça en què la Colla Jove de Castellers de Sitges carregaren i/o descarregaren per primera vegada els diferents castells que han assolit:
| Castell             | Carregat   | Diada             | Plaça                  | Descarregat | Diada                          | Plaça                          |
| ------------------- | ---------- | ----------------- | ---------------------- | ----------- | ------------------------------ | ------------------------------ |
| 3 de 7 amb l'agulla |            |                   |                        | 2008-10-19  | Diada dels Castellers de Sants | Plaça Bonet i Moixí, Sants     |
| 4 de 7 amb l'agulla |            |                   |                        | 1995-08-13  | Diada especial                 | Cap de la Vila, Sitges         |
| 7 de 7              |            |                   |                        | 2011-09-24  | Diada de Santa Tecla           | Cap de la Vila, Sitges         |
| 5 de 7              |            |                   |                        | 1995-08-13  | Diada especial                 | Cap de la Vila, Sitges         |
| 3 de 7 per sota     |            |                   |                        | 1997-09-20  | Diada de Santa Tecla           | Cap de la Vila, Sitges         |
| 2 de 7              | 1995-10-29 | Diada de la Colla | Cap de la Vila, Sitges | 2012-09-29  | Diada de Santa Tecla           | Casino Prado Suburense, Sitges |
| 4 de 8              |            |                   |                        | 2006-09-24  | Diada de Santa Tecla           | Cap de la Vila, Sitges         |